# Vlag van Wellen
De vlag van Wellen werd door de gemeenteraad op 4 november 1987 en nogmaals op 28 maart 1988 officieel vastgesteld als de gemeentelijke vlag van de Belgisch Limburgse gemeente Wellen. Op 14 juni 1988 werd hij door het Bestuur van Vlaanderen bevestigd en uiteindelijk gepubliceerd op 16 september 1988 in het officiële Belgisch Staatsblad.
Officieel wordt de vlag beschreven als:
Acht even hoge banen van blauw en van geel.
De kleuren van de vlag zijn ontleend aan het gemeentewapen, terwijl de banen misschien doen denken aan het graafschap Loon.

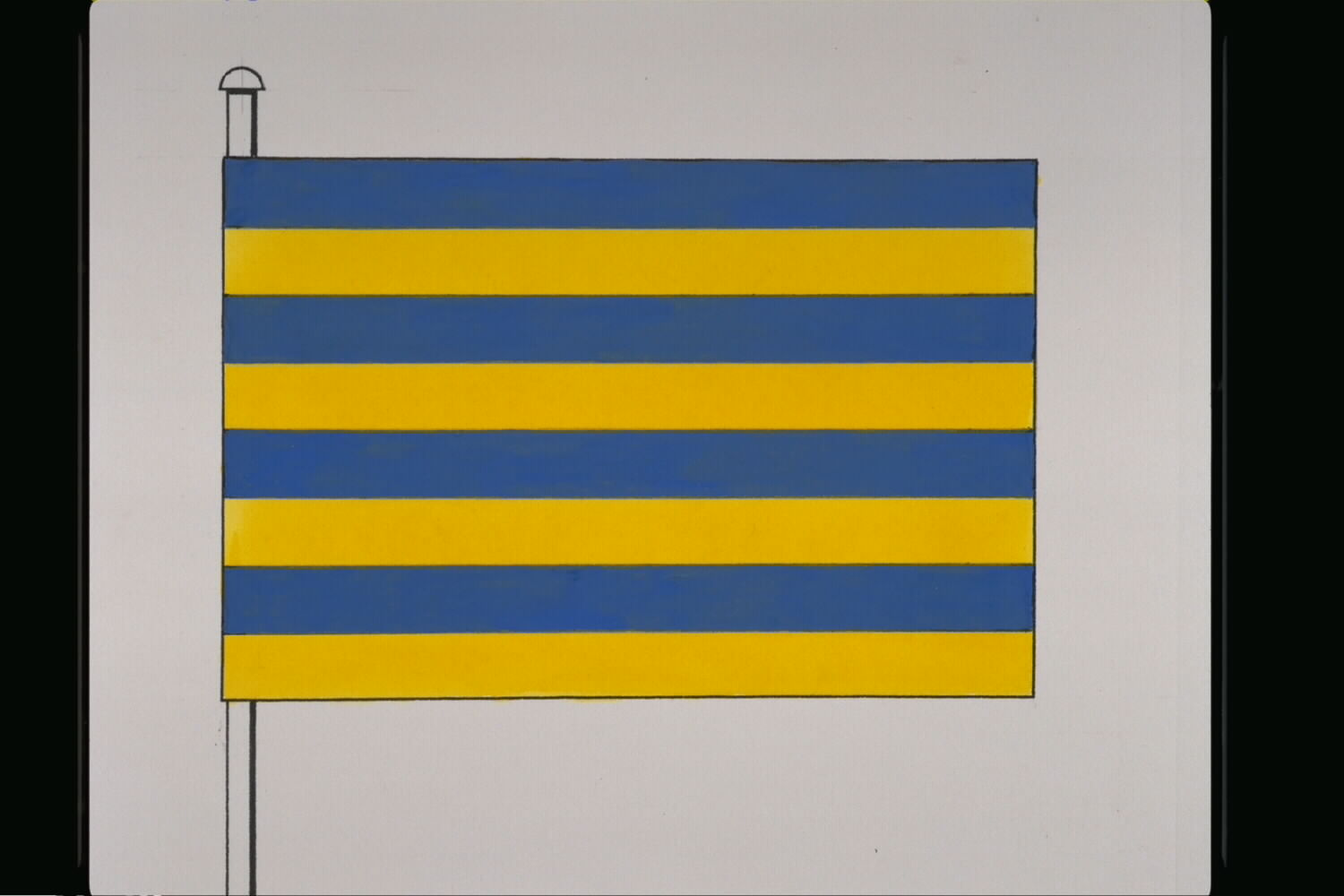
Officiële tekening van de vlag